# Madame Babylas aime les animaux
Pour plus de détails, voir Fiche technique et Distribution.

Madame Babylas aime les animaux est un court métrage belge burlesque de 9 minutes réalisé en 1911 par Alfred Machin.

## Synopsis
Monsieur et madame Babylas habitent un appartement bourgeois, encombré par les animaux, libres ou en cage, que madame aime plus que tout. Mais lorsqu'un jour elle ramène, à grand-peine, un cochon dont elle est tombée amoureuse lors d'une promenade en campagne, c'en est trop pour monsieur Babylas. Passant devant une ménagerie qui vend un léopard, il conçoit sa vengeance. Il achète le fauve et le lâche dans son appartement. Sous les yeux de madame Babylas effrayée, en un instant le léopard vide l'appartement, fait fuir tous les animaux présents et les poursuit dans la rue.

## Fiche technique
- Réalisation : Alfred Machin
- Genre : Comédie
- Pays :  Belgique
- Format : noir et blanc / muet
- Duréé : 9 minutes
- Date de sortie : 1911

## Distribution
- Louis Boucot : Babylas